# Wu Dajing
Wu Dajing (n. 24 iulie 1994, Jiamusi⁠(d), Republica Populară Chineză) este un sportiv ce a reprezentat Republica Populară Chineză, medaliat olimpic. A participat la 2 ediții ale Jocurilor Olimpice (2014, 2022) în care a câștigat o medalie de argint și o medalie de bronz.